# Mårten Andersson (konstnär)
Mårten Andersson, född 21 juli 1934 i Freluga i Hälsingland, död 28 december 2017, var en svensk konstnär. Han var bosatt omväxlande i Freluga och Stockholm.

## Biografi
Mårten Andersson växte upp med sin far Karl-Edvin Andersson, några kilometer väster om Bollnäs, i ett hus, Villa Granliden, som denne hade byggt med egna händer. Fadern hade en snickar- och målarverkstad, eftersom han var en konstnärlig mångsysslare som bland annat målade allmogemotiv på speglar och utförde möbelreparationer. Han brukade också cykla runt i bygderna för att sälja egentillverkade föremål. Hustrun Klara Adolfina, född Andersson, avled i tuberkulos 1939. Mårten Andersson var det enda barnet.
När Mårten Andersson var tillräckligt gammal började han hjälpa sin far med att måla tavlor som de sedan cyklade runt med och sålde. När Andersson blev tonåring väcktes hans ambitioner om en konstnärskarriär och som tolvåring såg hans folkskollärare till att han fick gå i lära hos Bollnäskonstnärerna Per Englund och Fritiof Strandberg. Efter folkskolan arbetade han bland annat som dräng, borrare och sågverksarbetare. På sin fritid målade han och höll även på med teater, men vid sexton års ålder flyttade han till Stockholm. Efter två år kom han in på den tvååriga linjen för dekorativ konst på Konstfackskolan och under den tiden producerade han sitt första grafiska blad, Husguden.
Han debuterade som konstnär på Bollnäs museum 1956. År 2015 mottog han Prins Eugen-medaljen. Han är representerad vid Kalmar konstmuseum. Han är känd för en färgsprakande stil med kopplingar till folkliga traditioner i Hälsingland.

## Utbildning
Som framstående konstfackelev blev Mårten Andersson berättigad till en praktikplats hos Rättvikskonstnären Jerk Werkmäster. Dennes fokus på folkkonst kom att utöva ett starkt inflytande på Andersson, som under praktiktiden hjälpte sin läromästare att renovera Särna kyrka och Evertsberg kapell. Andersson var snabblärd och blev efter praktiken erbjuden fast arbete hos Werkmäster, men han hade tröttnat på restaureringsarbetet och ville komma vidare, så han tackade nej.
Efter att Mårten blev färdig på Konstfack och gått officersutbildning, med bas på I 14 i Gävle återvände han hem till Freluga. Där hade hans far iordningställt en ateljé till honom. Efter det reste han vidare till Göteborg för att söka in på Valands konstskola, där han mot förmodan dock inte blev antagen. Det tog honom hårt och en tid arbetade han som lastare på SJ.
Snart nog väcktes konstnärsambitionerna till liv igen, då han tog kontakt med sin Konstfackskamrat Lennart Jirlow. Tillsammans hade de ett idéutbyte som resulterade i att Andersson begav sig till Florens. Där skrev han in sig på Accademia di belle arti. Lennart Jirlow ordnade med logi och kom senare också dit själv. Andersson fick en spännande och lärorik tid i Florens där han bland annat studerade klassisk konst, men där insåg han att Jerk Verkmäster och dennes sätt att framhålla folkkonsten hade imponerat mer på honom mer än han först trott. Därigenom hittade Andersson fram till sitt eget konstnärskap och återvände till Hälsingland.

## Konstnärskap
Provinsialismen var en stark utgångspunkt för Andersson och hemorten blev allt tydligare framträdande i hans konst. Han hämtade inspiration från Hälsinglands natur, sägner och allmogeföremål men hittade också på ett eget sätt att blanda den inhemska folkkonsten med de influenser han fått från sin tid i Florens. Hans konst har vanligtvis klassificerats som naivistisk. Matisse och Rembrandt hörde till de personliga inspirationskällorna.
Andersson gjorde i slutet av 1950-talet och början 1960-talet  studieresor till Italien och Spanien. Han kände en stor dragningskraft till dessa länder och besökte dem många gånger.
Mårten Andersson träffade sin fru Monica på en danskväll i Bollnäs och när hon senare påbörjade en lärarutbildning i Härnösand följde han med och satte även där upp en ateljé. De kunde senare flytta tillbaka till Hälsingland när hon fick anställning i Bergvik och i början av 1970-talet köpte de en gård belägen precis intill Villa Granliden. De fyllde sitt hem med allmogeföremål, vilka bönderna under denna tid ville göra sig av med och antingen sålde eller slängde. Tillsammans med sin far letade han upp  kulturföremål som de ansåg vara värdefulla på auktioner och soptippar, vilka han såg som konstnärligt inspirationsmaterial snarare än samlingsobjekt eftersom Hälsinglands bondekultur var en viktig hörnsten i hans konstnärskap.
Andersson kunde genomföra sina konststudier tack vare sina tre barnlösa mostrars ekonomiska stöd, men han fick också andra välgörare som inte bara gillade hans konst utan även betraktade den som en investering för framtiden. Till dessa hörde Bollnäsborna Bengt Berglund, en begravningsentreprenör och bröderna Anders och Bengt Helin, vilka hade en bokhandel. Dessa köpte redan i mitten av 1950-talet verk av honom och när Bengt Berglund avled sålde änkan Maud av några original. Hon anlitade Bukowskis i Stockholm för affären och i mitten av 2000-talet gick målningen Odjuret under klubban för en halv miljon. Det var auktionsrekord för ett Mårten Andersson-verk.
Andersson är representerad vid bland annat Länsmuseet Gävleborg, Örebro läns landsting och Moderna museet.